# Medeola
- Commons
- Wikispecies

Medeola L. é um género botânico pertencente à família Liliaceae.

## Espécies
Apresenta 8 espécies.
- Medeola aculeata
- Medeola asparagoides
- Medeola virginiana
- Lista completa

## Classificação do gênero
| Sistema | Classificação                    | Referência               |
| ------- | -------------------------------- | ------------------------ |
| Linné   | Classe Hexandria, ordem Trigynia | Species plantarum (1753) |